# Júlio Martins (político)
Júlio Augusto Magalhães Martins (Boa Vista, 24 de setembro de 1937) é um comerciante e político brasileiro que foi deputado federal por Roraima.

## Dados biográficos
Filho de Antônio Augusto Martins e Euclides Magalhães Martins. Começou a sua vida pública como secretário de Governo quando Clóvis Nova da Costa e Francisco Peixoto governaram Roraima. Eleito vereador de Boa Vista pela ARENA em 1972, chegando à presidência da Câmara Municipal. Renunciou ao mandato parlamentar em 1974 quando o governador Fernando Ramos Pereira o nomeou prefeito da capital roraimense. Deixou o cargo pouco antes de eleger-se deputado federal em 1978, mandato que já pertencera ao seu pai. Com o retorno ao pluripartidarismo no Governo João Figueiredo, ingressou no PDS chegando a ser um dos vice-líderes da bancada, fato que ajudou na sua reeleição em 1982. Ausente na votação da Emenda Dante de Oliveira em 1984 e votou em Paulo Maluf no Colégio Eleitoral em 1985,
Eleito suplente de deputado federal pelo PTB em 1986, exerceu o mandato quando Ottomar Pinto renunciou para assumir o governo do estado. Migrou para o PDT em 1992 sendo derrotado ao tentar uma vaga no Senado Federal em 1994. Três anos mais tarde migrou para o PSDB.